# William H.C. Whiting

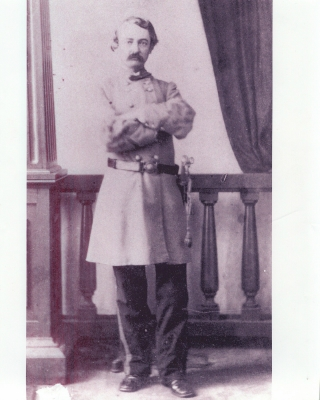
William H.C. Whiting.

William Henry Chase Whiting, född 22 mars 1824 i Biloxi, Mississippi, död 10 mars 1865 i New York, var en amerikansk militär och general i Amerikas konfedererade stater.
Whiting utexaminerades från militärakademin i West Point som kursetta med de dittills högsta akademiska betyg som någon fått år 1842 och kommenderades därefter till ingenjörstrupperna, där han under åren 1845–1850 övervakade byggandet av hamnförsvarsanläggningar i Florida och Texas.
Han begärde avsked från USA:s armé i februari 1861 och blev major i sydstatsarméns ingenjörstrupper. Han kom där att leda stabsarbete inför första slaget vid Bull Run och utnämndes till brigadgeneral den 21 juli 1861.
Whiting protesterade mot att han tilldelades en Mississippibrigad i samband med president Jefferson Davis order om att organisera arméns regementen i brigader. Till följd av detta fick Whiting meddelande om att han inte längre behövdes som general utan skulle återgå till tjänsten som major för ingenjörstrupperna. Han tänkte då begära avsked, men efter ingripande av Joseph E. Johnston blev han kvar, men med förlorat förtroende hos Davis.
Han ledde en division i slaget vid Seven Pines, Shenandoahfälttåget och sjudagarsslagen. Rykten om att han varit berusad och inte agerat på ett korrekt sätt i slaget vid Malvern Hill den 1 juli 1862 florerade och han sjukskrevs i slutet av året. Vid återkomsten förflyttades han till försvaret av Cape Fearflodens mynning och befordrades till generalmajor den 22 april 1863.
Han deltog en kortare tid i försvaret av Petersburg år 1864 och sedan han återvänt till North Carolina, sårades han allvarligt och togs tillfånga i samband med att Wilmington föll den 22 februari 1865. Han avled av skadorna på Fort Columbus utanför New York den 10 mars samma år.